# Music For Nations
Music For Nations je britské nezávislé hudební vydavatelství zaměřující se na rockovou a metalovou hudbu. Vydavatelství bylo založeno v roce 1983 Martinem Hookerem jako jedna z podpoboček Zomba Group of Companies.
V roce 2004 bylo vydavatelství oficiálně zavřeno a interpreti, kteří u vydavatelství vydávávali svá alba byli převedeni pod Zomba Group of Companies. V roce 2015 bylo vydavatelství znovu otevřeno.